# Abhinavagupta
Abhinavagupta (Sanskrit: अभिनवगुप्त) (* um 950; † 1020) war einer der größten indischen Philosophen, Mystiker und Ästheten. Er war auch ein bedeutender Musiker und Dichter, Dramatiker, Exeget, Theologe und Logiker und Universalgelehrter, der starken Einfluss auf die indische Kultur ausübte. Abhinavagupta wurde im Tal von Kaschmir in einer Familie von Gelehrten und Mystikern geboren und studierte alle Schulen der Philosophie und Kunst seiner Zeit unter Anleitung von über 15 Lehrern und Gurus. Während seines langen Lebens schrieb er über 35 Werke, das größte und bekannteste ist das Tantraloka, eine enzyklopädische Abhandlung der philosophischen und praktischen Aspekte des Trika und des Kaula, das heute als Kaschmir-Shivaismus bekannt ist.
Ein anderer bedeutender Beitrag im Bereich der Philosophie der Ästhetik war sein berühmter Abhinavabharati-Kommentar zum Natyashastra des Bharata Muni.
Es wurde berichtet, dass „Abhinavagupta“ nicht sein wirklicher Name war, sondern ein von seinem Meister verliehener Titel, mit der Bedeutung von „Kompetenz und Autorität“. In seiner Analyse eröffnet Jayaratha (1150–1200), der Abhinavaguptas bedeutendster Kommentator war, weitere drei Bedeutungen: „immer wachsam“, „überall gegenwärtig“ and „geschützt von Lob“. Raniero Gnoli, der das Tantraloka in eine europäische Sprache übersetzte, erwähnt, dass „Abhinavagupta“ auch „neu“ bedeutet. als Bezug zur immer neuen kreativen Kraft seiner mystischen Erfahrung.
Jayaratha beschrieb, dass Abhinavagupta im Besitz all der sechs Qualitäten war, die für
die Empfänger des hohen Grades von Shaktipat(Göttliche Gnade – anugraha) notwendig sind, wie in den heiligen Texten beschrieben (Śrīpūrvaśāstra) : ein unbeirrbarer Glaube an Gott, Verwirklichung von Mantras, Kontrolle über objektive Prinzipien (bezüglich der 36 Tattvas), erfolgreicher Abschluss aller angefangenen Aktivitäten, dichterische Kreativität und spontanes Wissen aller Disziplinen.
Abhinavaguptas Werk ist ausgewogen zwischen den Zweigen der Triade (Trika) und des Willens(Icchā) – des Wissens(Jnana) – des Handelns(Kriya) und nicht zuletzt devotionaler Lieder und akademisch-philosophischer Werke und Werke über rituelle Yogapraktiken.
Als Autor wird er als ein Systematisierer philosophischen Gedankengutes angesehen. Er rekonstruierte, rationalisierte und instrumentierte das philosophische Wissen in eine kohärentere Form, unter Hinzuziehung aller verfügbaren Quellen seiner Zeit, ähnlich einem modernen wissenschaftlich arbeitenden Indologen.
Verschiedene zeitgenössische Gelehrte charakterisierten Abhinavagupta als einen „brillanten Gelehrten und Heiligen“, als „den Gipfel der Entwicklung im Kaschmir-Shivaismus“ und „im Besitz von yogischer Selbstverwirklichung“.

## Herkunft
Mit dem Ausdruck „magische Geburt“ beschreibt Abhinavagupta selbst seinen Ursprung als „yoginībhū“ – von einer Yogini geboren. Im Kaschmir-Shivaismus und besonders im Kaula besteht der Glaube, dass ein Abkömmling von Eltern, die fest in der göttlichen Essenz von Bhairava stehen, mit außergewöhnlichem spirituellem und intellektuellem Können ausgestattet ist. Von solch einem Kind wird angenommen, dass es ein „Depot von Wissen“ ist, das schon im Mutterleib die Form von Shiva hat, um nur ein paar Attribute aufzuzählen.

### Eltern
Abhinagavupta wurde in einer Brahmanen-Familie geboren, die für ihre tiefe Gottergebenheit mit Neigungen zu intellektuellem Streben bekannt war.
Seine Mutter Vimalā (Vimalakalā) starb als Abhinavagupta 2 Jahre alt war. Aufgrund des Verlustes seiner Mutter, von dem er sehr betroffen war, wuchs er in größerer Distanz zur Welt auf und konzentrierte sich mehr auf spirituelle Bestrebungen.
Narasimhagupta, sein Vater, schlug nach dem Tode seiner Frau einen asketischen Lebensstil ein, während er seine drei Kinder aufzog. Er hatte nach Abhinavaguptas eigenen Worten Verstand und Herz kultiviert und eine außergewöhnliche Hingabe an Maheshvara (Shiva). Er war Abhinavaguptas erster Lehrer, der ihn ins Sanskrit, die indische Logik und die Sanskrit-Literatur einführte.

### Familie
Abhinavagupta hatte einen Bruder und eine Schwester. Der Bruder Manoratha war ein sehr beschlagener Verehrer Shivas. Seine Schwester Ambā (wahrscheinlicher Name nach Navjivan Rastorgi) ergab sich der Anbetung nach dem Tode ihres Gatten.
Sein Vetter Karna demonstrierte schon in seiner Jugend, dass er die Essenz des Shivaismus begriff und war von der Welt abgehoben. Seine Frau war vermutlich Abhinavaguptas ältere Schwester Ambā, die mit Verehrung zu ihrem erhabenen Bruder aufschaute. Ambā und Karna hatten einen Sohn, Yogeshvaridatta, der ein frühzeitiges Talent im Yoga auswies (yogeshvara bedeutet „Gott des Yoga“).
Abhinavagupta erwähnt auch seinen Schüler Rāmadeva als dem Studium der Schriften hingegebenen getreuen Diener seines Meisters. Ein anderer Vetter war Ksema, möglicherweise identisch mit Abhinavaguptas Schüler Ksemarāja. Mandra, ein Kindheitsfreund von Karna, war ihr Gastgeber in einer vorstädtischen Residenz. Er war nicht nur reich und in Besitz einer angenehmen Persönlichkeit, sondern auch genauso gebildet. Und nicht zuletzt Vatasikā, Mandras Tante, wurde besonders von Abhinavagupta erwähnt, da sie ihn mit außerordentlicher Hingabe und Fürsorge umsorgte. Um seine Dankbarkeit auszudrücken, erklärte Abhinavagupta, dass Vatasikā die Verdienste für die erfolgreiche Fertigstellung seiner Arbeit verdiente.
Das sich hier ergebende Bild ist, dass Abhinavagupta in einer pflegenden und geschützten Umgebung lebte, wo seine kreativen Energien alle erforderliche Unterstützung hatten. Jedermann um ihn herum war mit spiritueller Inbrunst erfüllt und hatte Abhinavagupta als spirituellen Meister erwählt. Solch eine unterstützende Gruppe von Familie und Freunden war ebenso notwendig wie die persönlichen Qualitäten des Genius, um ein Werk von der Größe des Tantraloka zu vollenden.
Nach Abhinavaguptas eigener Darstellung war sein entferntester Ahn Atrigupta, der in Madhyadeśa (wahrscheinlich heute der Ort Kannauj) in Indien geboren war und auf Wunsch von König Lalitāditya nach Kaschmir gezogen war um das Jahr 740.

## Meister
Abhinavagupta ist berühmt für seinen unstillbaren Durst nach Wissen. Er hatte daher mindestens 15 Lehrer, sowohl mystische Philosophen als auch Gelehrte aus dem Vishnuismus, Buddhismus, Shaiva Siddhanta und die Trika-Gelehrten.
Zu den prominentesten Lehrern zählen Vāmanātha, der ihn in den dualistischen Shivaismus einwies, und Bhūtirāja, der ihn in die dualistisch-nichtdualistische Schule einwies. Neben seiner Lehrertätigkeit für Abhinavagupta war Bhūtirāja auch der Vater zweier bekannter Gelehrter:
Laksmasnagupta, ein direkter Schüler von Somānanda, in der Linie von Trayambaka, war bei Abhinavagupta hoch angesehen und lehrte ihn alle Schulen des monotheistischen Gedankens: Krama, Trika und Pratyabhijña (ohne das Kula).
Śambhunātha lehrte ihn die vierte Schule (Ardha-trayambaka). Diese Schule ist Kaula, und es stammte von Trayambakas Tochter.
Für Abhinavagupta war Śambhunātha der am meisten bewunderte Guru. In seiner Beschreibung der Größe des Lehrers verglich Abhinavagupta Śambhunātha mit der Sonne, wegen seiner Macht die Unwissenheit aus dem Herzen zu vertreiben, und an anderer Stelle, mit „dem Mond der über dem Ozean des Trika-Wissens scheint“.
Abhinavagupta erlangte die Kaula-Einweihung durch die Frau von Śambhunātha, die als dūtī oder Kanal wirkte. Die Einweihung wird durch einen bestimmten tantrischen Sexualakt übertragen, wobei die ganze Energie umgewandelt und sublimiert wird, zuerst ins Herz und schließlich in das Bewusstsein. Solch eine Methode ist schwierig aber sehr schnell und ist reserviert für Schüler die ihre geistigen Begrenzungen abgeworfen haben und ebenso rein sind.
Es war Śambhunātha der ihn bat das Tantrāloka zu schreiben. Als Guru hatte er einen tiefen Einfluss auf die Struktur des Tantrāloka und im Leben seines Schöpfers Abhinavagupta.
Es werden 12 seiner Hauptlehrer namentlich aber ohne Details aufgezählt. Es wird angenommen, dass Abhinavagupta weitere
Lehrer hatte. Insbesondere sammelte er eine große Zahl von Texten, die er in seinem großen Werk zitiert, in seinem Verlangen ein synthetisches, alles einschließendes Werk zu schaffen, wo die Unterschiede verschiedener Schriften durch Aufgehen in eine höhere Sichtweise aufgelöst werden können.

## Lebensstil
Abhinavagupta blieb sein ganzes Leben unverheiratet, obwohl er Adept des Kaula und als solcher nicht völlig sexuell abstinent war.
Er studierte eifrig wenigstens bis zum Alter von 30 oder 35, und reiste dabei zumeist innerhalb von Kaschmir herum.
Nach seiner eigenen Darstellung erlangte er spirituelle Befreiung durch seine Kaula-Praxis, die auf tantrischer Sexualität basiert, unter der Leitung seines verehrten Meisters Śambhunātha.
Er lebte in seinem Haus, das als Ashram diente, mit den Mitgliedern seiner Familie und seinen Schülern und er wurde kein wandernder Mönch noch übte er die regulären Aufgaben der Brahmanenkaste aus.
So lebte Abhinavagupta ein Leben als Schreiber und Lehrer. Seine Persönlichkeit war eine lebende Verwirklichung seiner Vision.
Auf einer zeitgenössischen Bleistiftzeichnung wird Abhinavagupta als in Virasana dargestellt, umgeben von ergebenen Schülern und Familie, die eine Art Trancemusik auf der Vina ausführen während des Diktates der Verse des Tantrāloka an einen Beisitzer – hinter ihm zwei auf ihn wartende dūtī (weibliche Yogis).
Eine Legende über den Moment seines Todes (ca. 1015 bis 1025) sagt, dass er mit 1200 Schülern zu einer Höhle wanderte, der noch heute bekannten Bhairava-Höhle, und sein Gedicht Bhairava-stava rezitierte. Dann wurden sie nicht mehr gesehen, vermutlich wegen des Hinüberschreitens in die spirituelle Welt.

## Werke
Abhinavaguptas Werke fallen in viele Sektionen: Handbücher religiöser Rituale, devotionale Lieder, philosophische Werke und Philosophie der Ästhetik. Hier sind die meisten seiner Werke aufgezählt:

### Philosophische Werke
Abhinavaguptas bedeutendstes Werk war das Tantrāloka, „Licht auf das Tantra“, eine Synthese des gesamten Trika Systems. Dessen einzige vollständige Übersetzung liegt in Italienisch von Raniero Gnoli vor. Das esoterische Kapitel 29 zum Kaula-Ritual wurde ins Englische übersetzt zusammen mit Jayaratha’s Kommentar von John R. Dupuche, Rev. Dr. Eine komplexe Studie zum Kontext, den Autoren, den Inhalten und Referenzen des Tantrāloka wurde von Navjivan Rastogi veröffentlicht, einem Professor der Lucknow Universität.
Ein weiterer bedeutender Text war der Kommentar zum Parātrīśikā, der auf die Bedeutung phonemischer Energien und ihre zwei Systeme, Mātrkā and Mālinī, eingeht, das letzte große Übersetzungsprojekt von Jaideva Singh.
Tantrasāra („Essenz des Tantra“) ist eine in Prosa zusammengefasste Version des Tantrāloka, welche noch einmal im Tantroccaya komprimiert dargestellt wurde, und schließlich in einem sehr kurzen Abriss unter dem Titel Tantravatadhānikā – der „Samen des Tantra“.
Pūrvapañcikā war ein Kommentar von Pūrvatantra, auch Mālinīvijaya Tantra, der verlorenging. Mālinīvijayā-varttika – „Kommentar zum Mālinīvijaya“ ist ein Kommentar in Gedichtform zum ersten Vers des Mālinīvijaya Tantra. Kramakeli – „Kramas Spiel“ war ein Kommentar von Kramastotra, der ebenfalls verlorenging. Bhagavadgītārtha-samgraha oder „Kommentar zur Bhagavad Gita“ hat jetzt eine englische Übersetzung von Boris Marjanovic.
Andere religiöse Werke sind: Parātrīśikā-laghuvṛtti – „Ein kurzer Kommentar on Parātrīśikā“, Paryantapañcāśīkā – „Fünfzig Verse über die Höchste Wirklichkeit“, Rahasyapañcadaśikā – „15 Verse über die mystische Lehre“, Laghvī prakriyā – „Kurze Zeremonie“, Devīstotravivarana – „Kommentar zur Hymne zur Devi“ und Paramārthasāra – „Essenz der höchsten Wirklichkeit“.
Eines der bedeutendsten Werke von Anhinavagupta ist Īśvarapratyabhijñā-vimarśinī – „Kommentar zu den Versen über die Wahrnehmung Gottes“ und Īśvarapratyabhijñā-vivrti-vimarśinī – Kommentar zur Erklärung von Īśvarapratyabhijñā. Diese Abhandlung ist fundamental in der Überlieferung der Pratyabhijña Schule (der Zweig des Kaschmir-Shivaismus der auf der direkten Wahrnehmung Gottes basiert) bis heute. Ein anderer Kommentar zum Pratyabhijña- Werk – Śivadṛṣṭyā-locana („Auge des Śivadṛṣṭī“) ging verloren. Ein weiterer verlorener Kommentar ist Padārthapraveśa-nirnaya-tīkā und Prakīrnkavivarana – „Kommentar zum Notizbuch“ – bezieht sich auf das dritte Kapitel des Vākyapadīya von Bhartṛhari.
Zwei weitere philosophische Texte von Abhinavagupta sind Kathāmukha-tilaka – „Ornament des Gesichtes von Diskursen“ und Bhedavāda-vidārana – „Konfrontation der dualistischen These“.
Abhinavaguptas bedeutendste Arbeit zur Philosophie der Kunst ist Abhinavabhāratī, ein langer und komplexer Kommentar zum Natyashastra von Bharata Muni. Dieses Werk fasst die altindische Musiktheorie Gandharva zusammen und ist wesentlicher Faktor zum Fortbestand von Abhinavaguptas Ruhm bis heute. Darin ist sein Beitrag zur Theorie von Rasa (ästhetischer Geschmack) enthalten.

### Devotionale Hymnen
Abhinavagupta hat eine Menge devotionaler Gedichte geschrieben, von denen die meisten von Lilian Silburn ins Französische übersetzt wurden. : Bodhapañcadaśikā – „15 Verse zum Bewusstsein“, Paramārthacarcā – „Diskussion über die Höchste Wirklichkeit“, Anubhavanivedana – „Tribute der inneren Erfahrung“ – Anuttarāstikā – „Acht Verse zum Anuttara“, Krama-stotra – eine Hymne, die sich vom fundamentalen Text der Krama-Schule unterscheidet, Bhairava-stava – „Hymne zum Bhairava“, Dehasthadevatācakra-stotra – „Hymne zum Rad der Gottheiten, die im Körper leben“, Paramārthadvādaśikā – „Zwölf Verse über die höchste Wirklichkeit“ and Mahopadeśa-vimśatikā – „Zwanzig Verse über die große Lehre“. Das Gedicht Śivaśaktyavinābhāva-stotra – „Hymne zur Untrennbarkeit von Shiva and Shakti“ ging verloren.
Andere poetische Arbeiten sind: Ghata-karpara-kulaka-vivrti, ein Kommentar zum „Ghatakarpara“ von Kalidasa; Kāvyakautukavivarana, ein „Kommentar über die Wunder der Poesie“ (ein Werk von of Bhatta Tauta) das verlorenging; und Dhvanyālokalocana, „Illustration des Dhvanyāloka“, ein berühmtes Werk von Anandavardhana.